# Belthronding
Belthronding es un arma ficticia que forma parte del legendarium creado por el escritor británico J. R. R. Tolkien y que aparece en sus novelas póstumas El Silmarillion y Los hijos de Húrin. Es el arco del elfo Beleg Cuthalion. 
Se trataba de un gran arco de, aproximadamente, metro y medio de alto, de madera de tejo negro, cuyas cuerdas estaban confeccionadas con cabellos élficos. Su nombre es sindarin y puede traducirse como «gran arco negro».
Fue el arma principal de Beleg y la llevó a todas las batallas y a sus cacerías de orcos en los límites septentrionales de Doriath.
El elfo era temido por sus enemigos por su habilidad en el uso de Belthronding, de ahí su apodo de Cuthalion, palabra sindarin que puede traducirse como «arco firme». Junto al arco Beleg usaba una flecha mágica llamada Dailir cuya virtud era la de retornar a este cuando era disparada.
Cuando Túrin lo mató, por error, en Anfauglith, el elfo fue enterrado en un túmulo con el arco.
- Datos: Q11680191